# Blohm & Voss BV 222
Blohm & Voss BV 222 Wiking je bil velik šestmotorni leteči čoln za časa 2. svetovne vojne. Sprva, pred vojno v fazi razvoja, je bil načrtovan kot komercialno letalo za Lufthanso. Wiking, kot so mu rekli, je bil eno izmed največjih letal 2. svetovne vojne. Luftwaffe ga je uporabljala v transportne namene, v operativo je prišel leta 1942. 
Konstrukcija prvega prototipa se je začela januarja 1938, prvi let je bil 7. septembra 1940. Imel je kapaciteto 92 potnikov in potovalno hitrost 239 mph (385 km/h). Sprva so ga poganjali zvezdasti motorji Bramo 323 Fafnir, kasneje pa dvotaktni dizelski motorji Jumo 207C (1000 KM). Možno je bilo tudi prečrpavanje dizelskega goriva iz podmornic tipa XIV. Zgradili so 13 primerkov. 

## Različice
- BV 222A :
- BV 222B : Predlagana verzija s 1470 KM (1100 kW) Junkers Jumo 208 dizelskimi motorji
- BV 222C : Proizvodna verzija

## Specifikacije (BV 222C-09)
Podatki iz , War Planes of the Second World War : Volume Five
Splošne značilnosti
- Posadka: 11-14
- Število sedežev: 92 vojakov
- Dolžina: 37 m (121 ft 5 in)
- Razpon kril: 46 m (150 ft 11 in)
- Višina: 10,9 m (35 ft 9 in)
- Površina kril: 255 m2 (2.740 sq ft)
- Teža praznega letala: 30.650 kg (67.572 lb)
- Bruto teža: 45.990 kg (101.391 lb)
- Maks. vzletna teža: 49.000 kg (108.027 lb)
- Pogon letala: 6 × Junkers Jumo 207C 6-valjni tekočinsko hlajeni 2-taktni dizel, 745 kW (999 hp) vsak vzletna moč
- Propelerji: št. lopatic: 3 variable pitch tractor propellers

Zmogljivost
- Maks. hitrost: 330 km/h (205 mph; 178 kn) (pri 46.000 kg (101.413 lb)) na nivoju morja

390 km/h (242 mph) na 5.000 m (16.404 ft)
- Potovalna hitrost: 300 km/h (186 mph; 162 kn) (ekonomična) na nivoju morja

344 km/h (214 mph) na 5.550 m (18.209 ft)
- Največji doseg: 6.100 km (3.790 mi; 3.294 nmi)
- Trajanje leta: 28 uri pri 245 km/h (152 mph) na nivoju morja
- Višina leta: 7.300 m (23.950 ft)
- Hitrost vzpenjanja: 2,4 m/s (470 ft/min)
- Čas do višine: 6.000 m (19.685 ft) v 52 minutahOborožitev

- Strelno orožje: 

  - 3 × 20 mm MG 151 top
  - 5 × 13 mm (.51 in) MG 131 strojnice